# ینس بودن
ینس بودن (انگلیسی: Jens Boden؛ زادهٔ ۲۹ اوت ۱۹۷۸) اسکیت‌باز سرعت اهل آلمان است.